# Ceratopompa festiva
Ceratopompa festiva är en insektsart som beskrevs av Karsch 1890. Ceratopompa festiva ingår i släktet Ceratopompa och familjen vårtbitare. Inga underarter finns listade i Catalogue of Life.